# El Ranchito, Ahome
El Ranchito är en ort i Mexiko.   Den ligger i kommunen Ahome och delstaten Sinaloa, i den västra delen av landet, 1 300 km nordväst om huvudstaden Mexico City. El Ranchito ligger 11 meter över havet och antalet invånare är 197.
Terrängen runt El Ranchito är platt. Runt El Ranchito är det ganska tätbefolkat, med 83 invånare per kvadratkilometer. Närmaste större samhälle är Higuera de Zaragoza, 2,8 km nordväst om El Ranchito. Trakten runt El Ranchito består till största delen av jordbruksmark.